# Verotoksin-producerende Escherichia coli
De verotoksin-producerende Escherichia coli (VTEC) kaldes også Shiga-lignende-toksin-producerende E. coli (STEC, SLTEC), Enterohemorrhagic Escherichia coli (EHEC) og hemolytic uremic syndrome–associated enterohemorrhagic Escherichia coli (HUSEC) er varianter af E. coli-bakterierne, som kan producere giftstoffet kaldet verotoksin, også kendt som verocytotoxin eller Shiga-toksin.
Hvis man bliver inficeret med bakterien, er det ca. 10% som får hæmolytisk-uræmisk syndrom (HUS), der medfører diarré ofte med blod

og colitis og i værste fald nyresvigt og død, grundet det aktive giftstof kaldet verotoksin.
Bakterieserotype O157:H7 er den mest almindelige af de sygdomsfremkaldende Verotoksin-producerende E. coli.
En anden E. coli O104:H4 er årsag til udbruddet i 2011, her får flere (ca. 1/3) hæmolytisk-uræmisk syndrom end med andre EHEC-stammer. Der er dog snarere tale om en ny subtype af O104 eller krydsning af denne med en anden EHEC serotype.
Bakterieserotype O157:H7 var årsag til fødevarebåren sygdom i Europa 1982.
I Danmark ses af og til i sammenhæng med antibiotikarester alvorlige forgiftninger på grund af sygdomsfremkaldende VTEC i spegepølser.

## Forebyggelse
En infektion med EHEC er for det meste et resultat af manglende hygiejne i fødevareindustrien ved fremstilling eller tilberedelse af levnedsmidler. Specielt i forbindelse med rå mælk, råt kød (tatar) og grøntsager gødet med fækalier fra drøvtyggere er der grund til at være opmærksom.
Hvis det er rigtigt, at patogene bakterievarianter af E. Coli og Salmonella kan være indeni selve grøntsagsvævet som sandsynliggjort i kilden, er vask og/eller blancering af grøntsager ikke nok.

Der skal tilstrækkelig gennemvarmning til.
Ifølge forskning udført af Washington State University kan STEC slås ihjel i løbet af timer af Cinnamomum cassia-olie, selv ved kraftig fortynding af vand.

## Behandling
Indtil videre findes der hverken en terapi eller vaccination mod EHEC. EHEC er sensitiv overfor antibiotisk behandling, men dette er yderst farligt. Antibiotika fører til forøget stress af bakteriet, hvilket således forøger produktionen og frigørelsen af verotoksinet. Terapi-mulighederne begrænses således til infusion af elektrolytter og væske – ved nyresvigt dialyse, plasmafarese og plasmainfusion.
Eculizumab (Soliris®), et rekombinant humaniseret monoklonalt antistof til behandling af paroksystisk nocturnal hæmoglobinuri (PNH) (også kaldet Marchiafava-Micheli-Syndrom), er blevet brugt som off-label-terapi for at modvirke den hæmolyse der optræder i forbindelse med hæmolytisk-uræmisk syndrom, dog med middelmodig effekt.

## Rapportering
VTEC udbruddet, der hærgede Tyskland i sommeren 2011, viste nødvendigheden af et mere effektivt rapporteringssystem. Det gælder både nationalt og internationalt. I de første tre uger blev mere end 600 mennesker smittet med den livstruende bakterie, inden lægerne fandt ud af, at der var tale om et epidemisk udbrud. Et mere effektivt rapporteringssystem kunne begrænse spredningen af smitten og antallet af inficerede personer